# توريمينجا
بلدية توريمينجا (بالإسبانية: Torremenga)‏، هي بلدية تقع في مقاطعة قصرش والتي تقع في منطقة إكستريمادورا، غرب إسبانيا.
يبلغ عدد سكانها 626 نسمة وفقاً لإحصائية سنة (2002).